# Freya rufohirta
Freya rufohirta là một loài nhện trong họ Salticidae.
Loài này thuộc chi Freya. Freya rufohirta được Eugène Simon miêu tả năm 1902.